# NGC 2706
NGC 2706 est une galaxie spirale vue par la tranche et située dans la constellation de l'Hydre. NGC 2706 a été découverte par l'astronome américain Lewis Swift en 1886.

## Caractéristiques
La classe de luminosité de NGC 2706 est II-III et elle présente une large raie HI.

### Distance
Sa vitesse par rapport au fond diffus cosmologique est de 1 938 ± 22 km/s, ce qui correspond à une distance de Hubble de 28,6 ± 2,0 Mpc (∼93,3 millions d'al).
À ce jour, une dizaine de mesures non basées sur le décalage vers le rouge (redshift) donnent une distance de 34,500 ± 7,916 Mpc (∼113 millions d'al), ce qui est à l'intérieur des valeurs de la distance de Hubble. Notons cependant que c'est avec la valeur moyenne des mesures indépendantes, lorsqu'elles existent, que la base de données NASA/IPAC calcule le diamètre d'une galaxie et qu'en conséquence le diamètre de NGC 2706 pourrait être d'environ 15,8 kpc (∼51 500 al) si on utilisait la distance de Hubble pour le calculer.

### Luminosité dans l'infrarouge
La luminosité de la galaxie NGC 2706 dans l'infrarouge lointain (de 40 à 400 µm)  est égale à 1,05 × 1010 {\displaystyle L_{\odot }} (1010,02{\displaystyle L_{\odot }}) et sa luminosité totale dans l'infrarouge (de 8 à 1 000 µm) est de 1,41 × 1010 {\displaystyle L_{\odot }} (1010,15{\displaystyle L_{\odot }}).

## Groupe de NGC 2708
NGC 2706 fait partie du groupe de NGC 2708 qui compte au moins quatre galaxies. Les deux autres galaxies de ce groupe sont NGC 2695 et NGC 2699.